# Matías Dittus
Pas d'image ? Cliquez ici

a Compétitions nationales et continentales officielles uniquement.

b Matchs officiels uniquement.
Dernière mise à jour le 4 mai 2025.
Matías Dittus, né le 16 juillet 1993 au Chili, est un joueur international chilien de rugby à XV qui évolue au poste de pilier droit.

## Biographie

### Débuts au Chili
Originaire du Chili, il commence le rugby à XV à l'âge de quatorze ans au CS Universidad Católica. Il rejoint ensuite, en 2020, l'équipe professionnelle de Selknam basé à Santiago, en tant que pilier. Il dispute son premier match en Súper Liga Americana de Rugby, lors de la saison 2020, face au Peñarol Rugby (victoire 15-13).
En 2021, il inscrit son premier essai face aux Cafeteros Pro lors d'une victoire 35 à 12 et remporte la même année, le prix du meilleur joueur chilien.

### Départ en France
En 2022, il signe un contrat de deux saisons avec le CA Périgueux, et dispute son premier match, lors de la deuxième journée de Nationale 2, face à l'US Tyrosse, ponctuée par une victoire 38 à 18 de son équipe. Plus tard durant la saison, il inscrit son premier essai lors des quarts de finale d'accession en Nationale face à l'AS Bédarrides (victoire 29-6). Son club est ensuite promu après avoir gagné les demi-finales face au Stade métropolitain (60-36 sur l'ensemble des deux rencontres),. Lors de la finale, en juin, face au CS Vienne, il inscrit deux essais et permet à son équipe de s'imposer sur le score de 39 à 20 et ainsi devenir le premier champion de Nationale 2.
Au cours de la saison 2023-2024 de Nationale, il n'effectue que deux matchs, tandis que son contrat n'est pas reconduit.
De ce fait, il s'engage avec le CA Sarlat, évoluant pour la saison 2024-2025, en Fédérale 1. Il inscrit son premier essai pour les Sarladais lors de la deuxième journée du championnat, face au SC Tulle.

### Carrière internationale
Faisant partie de l'équipe nationale, il dispute son premier match, lors des qualifications pour la Coupe du monde 2019, face aux États-Unis (défaite 71-8), l'équipe termine deuxième de sa poule et n'est donc pas qualifiée pour la compétition planétaire.
En 2022, il contribue à la qualification de son équipe pour la Coupe du monde 2023 en marquant l'essai de la victoire face aux États-Unis (52-51 sur l'ensemble des deux rencontres),, les Chiliens la disputent pour la première fois de l'histoire du pays. Il inscrit son premier essai en Coupe du monde face à l'équipe des Samoa mais l'équipe termine la compétition en étant cinquième et donc dernière de sa poule avec aucun point.

## Palmarès

### En club
- Vainqueur de la Nationale 2 en 2023 avec le CA Périgueux.

### Distinctions personnelles
- Élu meilleur joueur chilien de la Súperliga Americana de Rugby en 2021.